# Генерал-губернаторы Тайваня

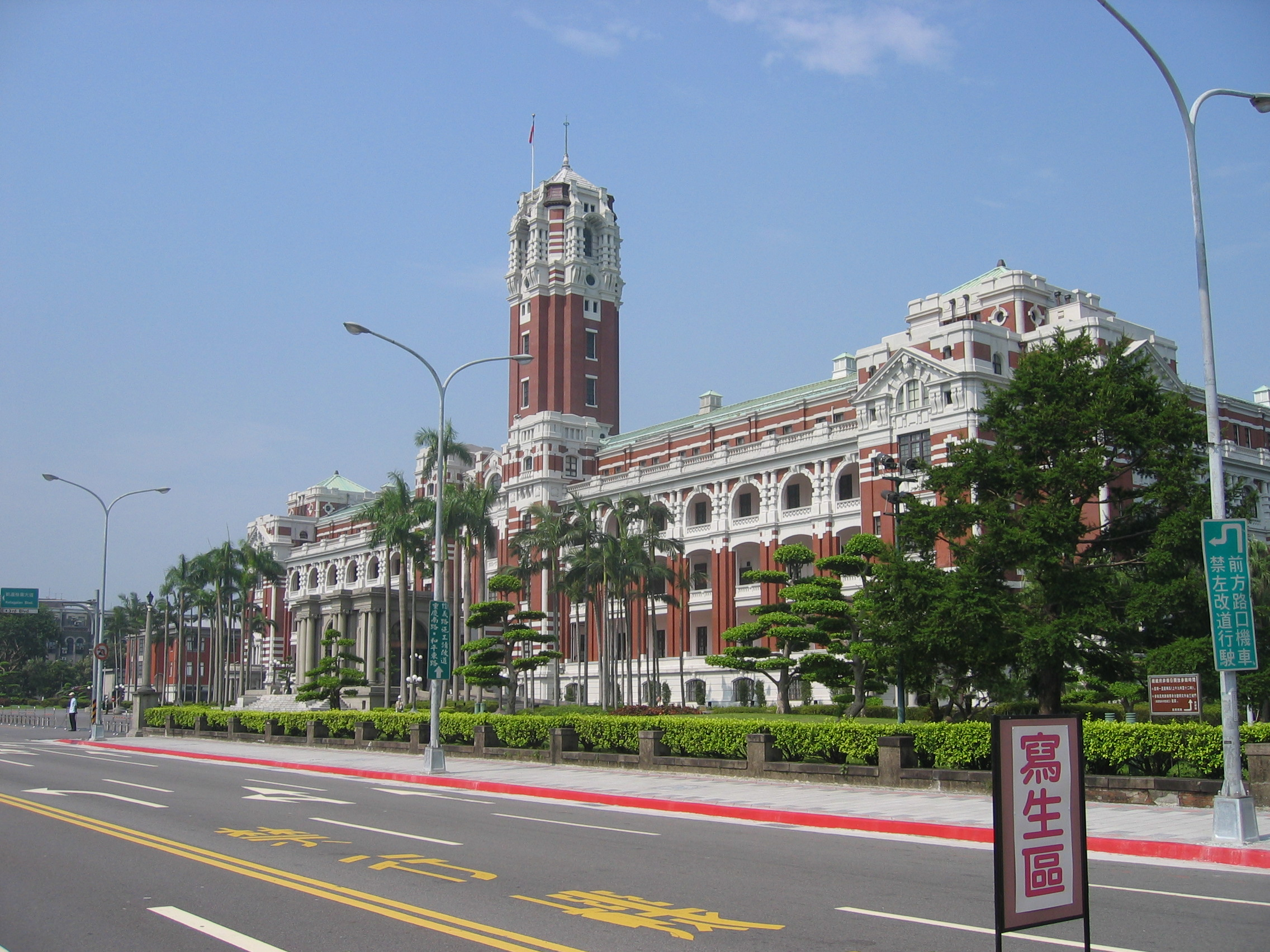
Дворец Президента Тайваня, бывший Дом генерал-губернатора

Ниже представлен список генерал-губернаторов Тайваня, управлявших островом с 1895 по 1945 годы, когда он входил в состав Японии.
| #  | Имя              | Портрет | Начало полномочий    | Окончание полномочий |
| -- | ---------------- | ------- | -------------------- | -------------------- |
| 1  | Кабаяма Сукэнори |         | 21 июня 1895 года    | 2 июля 1896 года     |
| 2  | Кацура Таро      |         | 2 июля 1896 года     | 14 октября 1896 года |
| 3  | Ноги Марэсукэ    |         | 14 октября 1896 года | 26 февраля 1898 года |
| 4  | Кодама Гэнтаро   |         | 26 февраля 1898 года | 11 апреля 1906 года  |
| 5  | Сакума Самата    |         | 11 апреля 1906 года  | 1 мая 1915 года      |
| 6  | Андо Тэйби       |         | 1 мая 1915 года      | 6 июня 1918 года     |
| 7  | Акаси Мотодзиро  |         | 6 июня 1918 года     | 29 октября 1919 года |
| 8  | Дэн Кэндзиро     |         | 29 октября 1919 года | 6 сентября 1923 года |
| 9  | Утида Какити     |         | 6 сентября 1923 года | 1 сентября 1924 года |
| 10 | Идзава Такио     |         | 1 сентября 1924 года | 16 июля 1926 года    |
| 11 | Камияма Манносин |         | 16 июля 1926 года    | 16 июня 1928 года    |
| 12 | Кавамура Такэдзи |         | 16 июня 1928 года    | 30 июля 1929 года    |
| 13 | Исидзука Эйдзо   |         | 30 июля 1929 года    | 16 января 1931 года  |
| 14 | Ота Масахиро     |         | 16 января 1931 года  | 3 марта 1932 года    |
| 15 | Минами Хироси    |         | 3 марта 1932 года    | 17 мая 1932 года     |
| 16 | Накагава Кэндзо  |         | 17 мая 1932 года     | 2 сентября 1936 года |
| 17 | Кобаяси Сэйдзо   |         | 2 сентября 1936 года | 27 ноября 1940 года  |
| 18 | Хасэгава Киёси   |         | 27 ноября 1940 года  | 30 декабря 1944 года |
| 19 | Андо Рикити      |         | 30 декабря 1944 года | 25 октября 1945 года |